# 吕大渝
吕大渝（1944年—），祖籍江苏苏州，出生于重庆，新中国第一代电视播音员。十岁那年参加了建国后的第一部儿童电影片《祖国的花朵》的拍摄，电影中《让我们荡起双桨》这支插曲一直流传至今。十一岁拍摄了电影《罗小林的决心》。就读于北京汇文学校，北京女十二中。16岁在众多候选人中独占鳌头，叩开了中央电视台的大门，成为电视播音员。1960年进入北京广播学院新闻系播音专业学习。1960年至1987年为中央电视台第一代电视播音员、《人物述林》专栏记者、主任编辑。
文化大革命期间1968年在赵忠祥主持的批斗会，吕大渝因批评江青的字条而被赵以“炮打中央文革”的罪名定为“现行反革命”，之后进入“牛棚”、“干校”。1978年，已获平反的吕大渝随邓小平访日。
1987年移居美国，自由职业。创办BWCE，从事中美文化交流。现为中国环球矿业集团公司成员：洛克威尔投资集团有限公司总经理，美国航太总署资深技术顾问李傑信博士夫人。
著有《走近往事》一书。